# Éra mučedníků

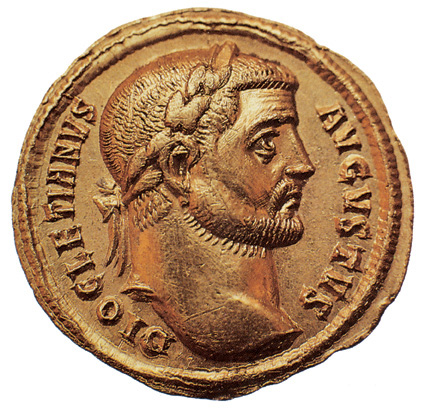
Obraz profilu římského císaře Diokleciána z mince.

Éra mučedníků nebo také latinsky Anno Diocletiani čili Diokleciánova éra je označení období pronásledování křesťanů za vlády císaře Diokleciána ve 3. století po Kristu užívané ranými křesťany.

## Historie
Tato metoda číslování let byla používána Alexandrijskými křesťany v průběhu 4. a 5. století. Ačkoli ji znali také západní křesťané, tento letopočet většinou nepoužívali.
Císař Dioklecián byl iniciátorem posledního velkého pronásledování křesťanů v Římské říši. Rok 1 Diokleciánské éry začíná datem nástupu císaře Diokleciána na trůn 29. srpna 284. Tento letopočet při výpočtu ve velikonočních tabulkách používala Alexandrijská církev. Když na výpočtech těchto tabulek pro dalších 95 let v Římě pracoval Dionysius Exiguus, nahradil éru Anno Diocletiani érou Anno Domini (léta Páně), neboť nechtěl, aby byly tabulky datovány podle letopočtu pojmenovaném po tyranovi, který se podílel na perzekuci křesťanů. Křesťanský letopočet se stal posléze dominantní érou latinského západu, zatímco na řeckém východě se začal používat až v moderní době.
Éra mučedníků nebyla jediným letopočtem používaným ranými křesťany. Většina římských křesťanů určovala roky podle jmen dvou konzulů, kteří daný rok vykonávali svou funkci. Zřídka bylo používáno datování od vzniku Říma (Ab urbe condita).
Někteří východní křesťané ve druhém a třetím století používali letopočty začínající narozením Ježíše Krista. Toto datování bylo brzy nahrazeno érami, které začínaly dnem stvoření, nazývané éry Anno Mundi, a staly se dominantní metodou číslování let ve východní části Římské říše až do moderní doby.
Annianus z Alexandrie, mnich který žil na počátku 5. století, umístil počátek svého letopočtu od stvoření světa na 25. březen roku 5492 př. n. l. odečtením jedenácti 532letých velikonočních cyklů (532 = tzv. velká indikce) od roku 77 éry mučedníků, což byla doba čtyř 19letých lunárních cyklů po roce 1 éry mučedníků. Chápal ho spíše jako občanskou než náboženskou éru, která začínala prvním dnem Alexandrijského roku, 29. srpna 5493 př. n. l. Tato éra byla preferována byzantskými křesťany, jako např. Maximem zpovědníkem, do doby než se zhruba v 10. století stala dominantní tzv. byzantská éra s počátkem 1. září roku 5509 př. n. l. Obě tyto éry byly založeny na textu Septuaginty.
Křesťané ve Španělsku používali od 5. století do středověku vlastní, tzv. španělskou éru.